# أدريان لايلي
أدريان لايلي (بالإنجليزية: Adrienne Lyle)‏ هي فارسة سباق أمريكية، ولدت في 2 يناير 1985 في كوبيفيل في الولايات المتحدة.

## وصلات خارجية
- أدريان لايلي على موقع الاتحاد الدولي للفروسية (الإنجليزية)
- أدريان لايلي على موقع FEI (رابط بديل) (الإنجليزية)
- أدريان لايلي على موقع اللجنة الأولمبية الدولية (الإنجليزية)
- أدريان لايلي على موقع أوليمبيديا (الإنجليزية)
- أدريان لايلي على موقع اللجنة الأولمبية والبارالمبية الأمريكية (الإنجليزية)